# Isanosaurus attavipachi
Isanosaurus attavipachi es la única especie conocida del género extinto  Isanosaurus   ( “lagarto de Isan”) de dinosaurio saurisquio saurópodo, que vivió a finales del período Triásico, hace aproximadamente entre 214 a 201 millones de años, desde el  Noriense al Rhaetiense, en lo que es hoy Asia.

## Descripción
El único espécimen incluye una vértebra del cuello, una vértebra de la espalda y parte de una segunda, seis vértebras de la cola, dos cheurones, costillas fragmentarias, la placa esternal derecha, el omóplato derecho y el hueso del muslo izquierdo, el fémur. Este individuo puede haber medido 6.5 metros cuando está vivo. El hueso del muslo mide 76 centímetros de longitud. Sin embargo, los arcos neurales vertebrales se han encontrado separados de los centros vertebrales , lo que indica que estos elementos no se fusionaron entre sí, por lo tanto, este individuo probablemente no fue completamente crecido.
Los primeros sauropodomorfos eran primariamente bípedos, de dos patas. Isanosaurus, siendo uno de los primeros saurópodos conocidos, ya muestra una locomoción cuadrúpeda, con las cuatro patas en el suelo. Las piernas eran similares a una columna, como lo indica el hueso robusto y recto del muslo. En los prosauropodos, pero también el saurópodo basal Antetonitrus, el hueso del muslo era ligeramente sigmoidal, con una curva en S.  También, como en otros saurópodos, los procesos óseos del fémur se redujeron en Isanosaurus, en particular, faltaba el trocánter menor.

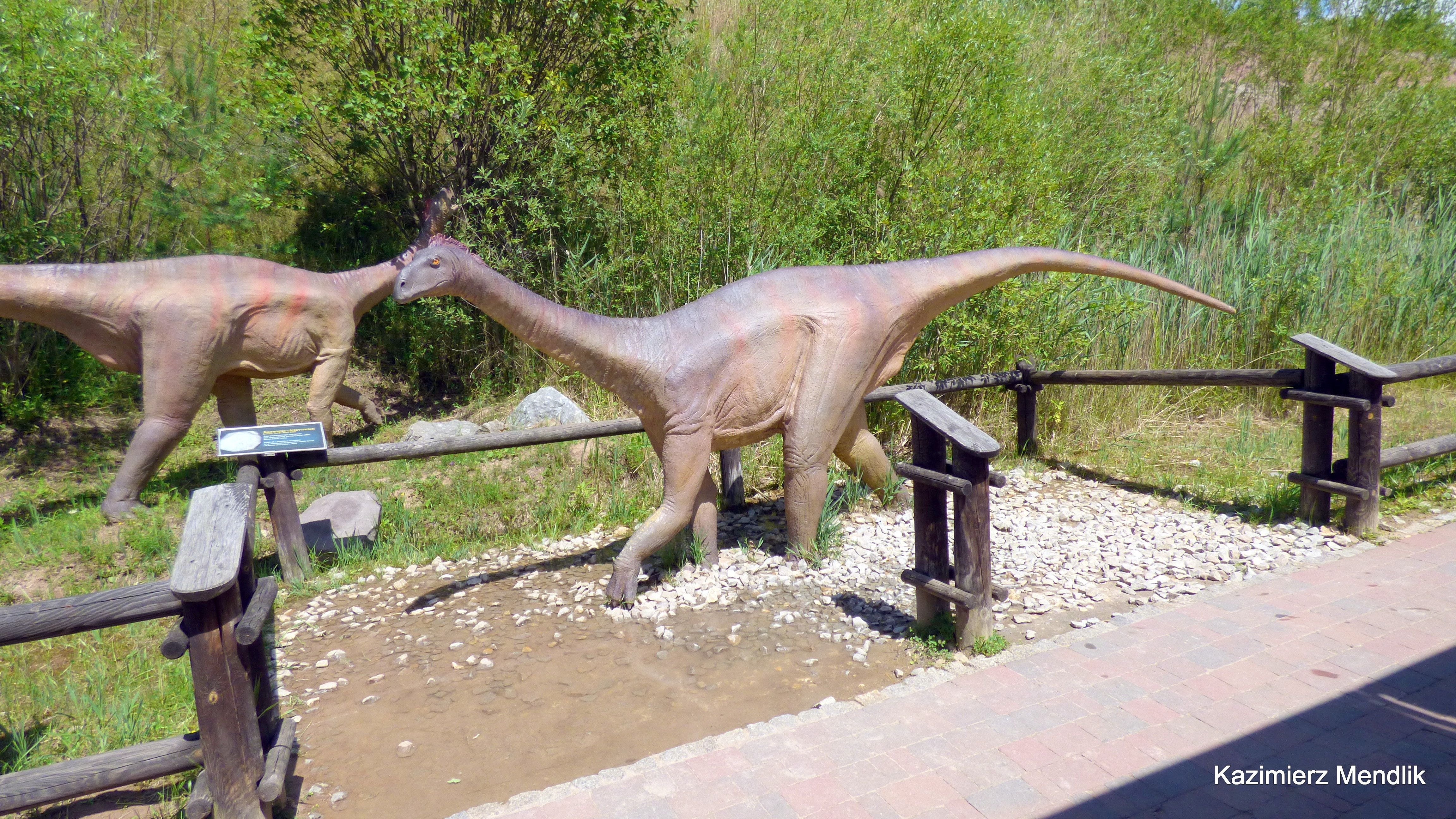
Modelos en Polonia.

Características importantes adicionales se pueden encontrar en las vértebras. Las vértebras del cuello eran claramente opistocelélicas, convexas en la parte frontal y huecas en la parte posterior, formando articulaciones esféricas con vértebras adyacentes. Las vértebras de la cola, por otro lado, eran anfócoelas, cóncavas en ambos extremos. Las espinas neurales dorsales eran muy altas, como las de algunos saurópodos posteriores, a diferencia de las espinas neurales bajas de los prosauropodos. Los lados laterales de las vértebras eran cóncavas, pero no excavadas profundamente, una estructura conocida como pleurocoelos, como en los saurópodos posteriores.

## Descubrimiento e investigación
Los fósiles de Isanosaurus fue encontrado en la región noreste de Tailandia que es llamada Isan de donde proviene su nombre. El espécimen se encontró en la piedra arenisca de color rojo oscuro de la Formación Nam Phong, cerca de la villa Ban Non Thaworn de la provincia Chaiyaphum.  Cuando fue descubierto en 1998, el esqueleto desafortunadamente había sido erosionado en su mayoría. La especie fue nombrada en honor a P. Attavipach, director general del departamento Thai de recursos minerales, quien patrocino la excavación. Se conocen por solo 14 huesos de un ejemplar juvenil, y probablemente un fémur adulto encontrado cerca. Su descubrimiento proporcionó la primera evidencia de huesos fósiles de la presencia de saurópodos en el Triásico dada por huellas y pequeños fragmentos fósiles de difícil descripción y la gran abundancia de fósiles a principios del Jurásico. Con respecto a los fósiles de vertebrados, la formación de Nam Phong está poco explorada: además de Isanosaurus, solo se encontraron dos isquiones articulados. No está claro si estos isquiones pertenecen a Isanosaurus, porque no se conservan huesos pélvicos en el espécimen holotipo . Isanosaurus es un miembro basal del infraorden Sauropoda, su relación con otros saurópodos primitivos no está bien esclarecida, al parecer es más avanzado que Vulcanodon, Gongxianosaurus y Shunosaurus pero menos que Barapasaurus.